# استان کوسکو
استان کوسکو (به اسپانیایی: Provincia del Cuzco) یک استان در پرو است که در منطقه کوسکو واقع شده‌است. استان کوسکو ۶۱۷٫۰ کیلومتر مربع مساحت و ۴۴۷٬۵۸۸ نفر جمعیت دارد.